# Cylindrotomidae
I Cilindrotomidi (Cylindrotomidae Schiner, 1863) sono una piccola famiglia di insetti dell'ordine dei Ditteri (Nematocera: Tipulomorpha), simili alle tipule.

## Descrizione
Gli adulti hanno corpo esile e allungato, di dimensioni medio-grandi, con zampe lunghe e sottili, ali strette e lunghe, addome sottile e cilindrico.
Il capo è privo di ocelli e porta occhi globosi, antenne di 8-12 articoli, apparato boccale con palpi mascellari di quattro segmenti. A differenza di Tipulidae sensu stricto, il quarto segmento del palpo è relativamente corto.
Il torace presenta sul mesonoto una sutura dorsale trasversa conformata a V, carattere tipico di tutti i Tipulomorpha. Le zampe sono lunghe e sottili, con tibie speronate, le ali ben sviluppate, strette e lunghe, con lobo anale ampio e moderatamente pronunciato, bilancieri lunghi.
L'addome è sottile e cilindrico, molto più lungo del resto del corpo, più stretto nella parte prossimale. Il nono urite, nel maschio, presenta due processi simmetrici (clasper o claspettes) usati per agganciarsi a quello della femmina durante la copula. L'addome delle femmine ha gli ultimi uriti organizzat a formare un ovopositore di sostituzione conico.
La nervatura alare, pur mantenendo la complessità dell'ala tipuloide, si presenta più semplificata rispetto a quella delle tipule sensu stricto, in particolare per quanto riguarda la ramificazione della radio. La costa si estende per l'intero margine, la subcosta è strettamente accostata alla radio, da cui si distingue con difficoltà, e presenta spesso le terminazioni Sc1 e Sc2 libere senza confluire nelle altre vene. La radio presenta in genere il ramo anteriore (R1) atrofizzato o fuso con R2+3, il settore radiale è lungo e disposto longitudinalmente e si divide in due rami (R2+3 e R3+4), generalmente indivisi. La media è composta da 2-3 ramificazioni in subordine alla divisione di M1+2: M1+2 è biforcata (Phalacrocera, Cylindrotoma) oppure indivisa (Diogma, Liogma, Stibadocerinae). La cubito anteriore è biforcata, con CuA2 che forma una piccola curvatura verso il lobo anale nel tratto apicale. Le nervature anali sono due, entrambe diritte e raggiungenti il margine dell'ala.
Le nervature trasversali della regione remigante sono rappresentate dalla radio-mediale (r-m), talvolta assente per la fusione per un breve tratto di R4+5 con M1+2 (Liogma), da una mediale (m), che collega M1+2 o M2 a M3. La posizione della medio-cubitale è controversa, ma adottando l'interpretazione di McAlpine et al. (1981) si considera come medio-cubitale discale la vena trasversa che chiude la cellula discale collegando l'ultimo ramo della media con CuA1.
Le vene trasversali sono posizionate nella metà distale dell'ala, perciò si hanno due cellule basali piuttosto lunghe.
| |  |
| Schemi della nervatura alare nei Cilindrotomidi. In alto: Cylindrotoma (a sinistra) e Phalacrocera (a destra). In basso: Diogma (a sinistra) e Liogma (a destra). Legenda. C: costa; Sc: subcosta; R: radio; M: media; Cu: cubito; A: anale; h: omerale; r-m: radio-mediale; m: mediale; m-cu: medio-cubitale; D: cellula discale. |  |
| |  |

La larva è apoda ed eucefala, con capo retrattile. Ha una forma cilindrica ed è rivestita da numerosi e lunghi processi lineari sul dorso e sui lati, carattere con probabile funzione protettiva correlato alla vita in superficie. Sull'ultimo urite sono presenti quattro papille anali.

## Biologia e habitat
Le larve sono terrestri o acquatiche ed hanno un regime dietetico fitofago. Si rinvengono all'aperto fra i muschi e le piante erbacee in ambiente umido.
Gli adulti non sono frequenti, ma occasionalmente possono essere rinvenuti mentre stazionano sulla vegetazione oppure in volo. Il volo è quello tipico degli insetti tipuloidi, lento e aiutato dal vento.

## Sistematica
I Cilindrotomidi comprendono quasi 70 specie descritte, ripartite fra nove generi. Sistematicamente sono trattati, in letteratura, come famiglia distinta oppure come sottofamiglia dei Tipulidae. Lo scorporo come famiglia distinta dai Tipulidae è basato per lo più su criteri morfologici e non ci sono basi filogenetiche che supportino adeguatamente l'elevazione al rango di famiglia. Di conseguenza, sia nelle diverse fonti, più o meno recenti, ricorrono i due inquadramenti alternativi. La trattazione come famiglia, sostenuta in particolare dagli Autori europei, ricorre in ogni modo più frequentemente dagli anni novanta. Sotto l'aspetto filogenetico, i Cylindrotomidae costituirebbero un raggruppamento monofiletico, in stretta relazione con i Tipulidae sensu stricto e con alcuni Limoniidae.
Adottando la trattazione come famiglia indipendente, i Cilindrotomidi si suddividono in due sottofamiglie:
- Cylindrotominae
  - Cylindrotoma
  - Diogma
  - Liogma
  - Phalacrocera
  - Triogma
- Stibadocerinae
  - Stibadocera
  - Stibadocerella
  - Stibadocerina
  - Stibadocerodes

Sono segnalati poco più di una decina di fossili, classificati nel genere Cylindrotoma e in quello estinto Cyttaromya, e risalgono al primo periodo del Cenozoico (Paleogene).

## Distribuzione
La sottofamiglia dei Cylindrotominae ha una distribuzione prevalentemente oloartica ed è rappresentata nelle regioni paleartica, neartica e orientale. Fa eccezione solo il genere Diogma, assente nel neartico.
La sottofamiglia degli Stibadocerinae è invece prevalentemente distribuita nelle regioni tropicali e nell'emisfero australe: nella regione orientale sono rappresentati i generi Stibadocera e Stibadocerella, in quella australasiana i generi Stibadocera e Stibadocerodes, in quella neotropicale il solo genere monotipico Stibadocerina, con la specie Stibadocerina chilensis, endemica della Patagonia. Nel Paleartico gli Stibadocerinae sono rappresentati solo dalla specie Stibadocerella omeiensis, presente in Cina.
In Europa sono presenti solo i Cylindrotominae, con sei specie appartenenti ai generi Cylindrotoma, Diogma, Phalacrocera e Triogma. In Italia, la famiglia è rappresentata solo nel Nord, con la specie Cylindrotoma distinctissima. Questa è presente con la sottospecie tipo (C. distinctissima distinctissima) e con una sottospecie endemica, C. distinctissima alpestris, segnalata nell'Alto Adige.